# Coupe de Tunisie masculine de handball
La coupe de Tunisie masculine de handball est une compétition de handball disputée en Tunisie depuis 1955.
Elle est régulièrement disputée à l'exception de la finale de 1958, qui est remportée par forfait par l'Effort sportif, et celle de 1977 annulée à la suite d'incidents survenus en demi-finales.
En 2024, c'est l'équipe de l'Espérance sportive de Tunis qui détient le record avec 30 coupes remportées devant le Club africain avec 19 titres et l'Étoile sportive du Sahel avec sept titres.
L'Espérance sportive de Tunis a remporté 22 doublés (coupe et championnat), le Club africain sept, le Stade gaulois, l'USM Menzel Bourguiba, Al Mansoura Chaâbia de Hammam Lif et l'Association sportive d'Hammamet un chacun.

## Palmarès
- 1955-1956 : Stade gaulois
- 1956-1957 : USM Menzel Bourguiba
- 1957-1958 : Effort sportif
- 1958-1959 : Effort sportif
- 1959-1960 : Espérance sportive de Tunis
- 1960-1961 : ASPTT Tunis
- 1961-1962 : ASPTT Tunis
- 1962-1963 : Al Mansoura Chaâbia de Hammam Lif
- 1963-1964 : Club africain
- 1964-1965 : Club africain
- 1965-1966 : Club africain
- 1966-1967 : Club africain
- 1967-1968 : Club africain
- 1968-1969 : Club africain
- 1969-1970 : Espérance sportive de Tunis
- 1970-1971 : Espérance sportive de Tunis
- 1971-1972 : Espérance sportive de Tunis
- 1972-1973 : Espérance sportive de Tunis
- 1973-1974 : Espérance sportive de Tunis
- 1974-1975 : Espérance sportive de Tunis
- 1975-1976 : Espérance sportive de Tunis
- 1976-1977 : coupe annulée
- 1977-1978 : Espérance sportive de Tunis
- 1978-1979 : Espérance sportive de Tunis
- 1979-1980 : Espérance sportive de Tunis
- 1980-1981 : Espérance sportive de Tunis
- 1981-1982 : Espérance sportive de Tunis
- 1982-1983 : Espérance sportive de Tunis
- 1983-1984 : Espérance sportive de Tunis
- 1984-1985 : Espérance sportive de Tunis
- 1985-1986 : Espérance sportive de Tunis
- 1986-1987 : Club africain
- 1987-1988 : Club africain
- 1988-1989 : Club africain
- 1989-1990 : El Makarem de Mahdia
- 1990-1991 : Étoile sportive du Sahel
- 1991-1992 : Espérance sportive de Tunis
- 1992-1993 : Espérance sportive de Tunis
- 1993-1994 : Espérance sportive de Tunis
- 1994-1995 : Espérance sportive de Tunis
- 1995-1996 : Club africain
- 1996-1997 : Club africain
- 1997-1998 : Club africain
- 1998-1999 : El Makarem de Mahdia
- 1999-2000 : Étoile sportive du Sahel
- 2000-2001 : Club africain
- 2001-2002 : Espérance sportive de Tunis
- 2002-2003 : Club africain
- 2003-2004 : Club africain
- 2004-2005 : Espérance sportive de Tunis
- 2005-2006 : Espérance sportive de Tunis
- 2006-2007 : Club africain
- 2007-2008 : Étoile sportive du Sahel
- 2008-2009 : Étoile sportive du Sahel
- 2009-2010 : Étoile sportive du Sahel
- 2010-2011 : Club africain
- 2011-2012 : AS Hammamet
- 2012-2013 : Espérance sportive de Tunis
- 2013-2014 : Étoile sportive du Sahel
- 2014-2015 : Club africain
- 2015-2016 : Club africain
- 2016-2017 : Étoile sportive du Sahel
- 2017-2018 : Espérance sportive de Tunis
- 2018-2019 : Club sportif de Sakiet Ezzit
- 2019-2020 : Club sportif de Sakiet Ezzit
- 2020-2021 : Espérance sportive de Tunis
- 2021-2022 : Espérance sportive de Tunis
- 2022-2023 : Espérance sportive de Tunis
- 2023-2024 : Espérance sportive de Tunis
- 2024-2025 : Espérance sportive de Tunis

## Bilan par club
| Club                              | Titres | Années |
| --------------------------------- | ------ | --- |
| Espérance sportive de Tunis       | 31     | 1960, 1970, 1971, 1972, 1973, 1974, 1975, 1976, 1978, 1979, 1980, 1981, 1982, 1983, 1984, 1985, 1986, 1992, 1993, 1994, 1995, 2002, 2005, 2006, 2013, 2018, 2021, 2022, 2023, 2024, 2025 |
| Club africain                     | 19     | 1964, 1965, 1966, 1967, 1968, 1969, 1987, 1988, 1989, 1996, 1997, 1998, 2001, 2003, 2004, 2007, 2011, 2015, 2016                                                                         |
| Étoile sportive du Sahel          | 7      | 1991, 2000, 2008, 2009, 2010, 2014, 2017 |
| Effort sportif                    | 2      | 1958,1959 |
| ASPTT Tunis                       | 2      | 1961, 1962 |
| El Makarem de Mahdia              | 2      | 1990, 1999 |
| Club sportif de Sakiet Ezzit      | 2      | 2019, 2020 |
| Stade gaulois                     | 1      | 1956 |
| USM Menzel Bourguiba              | 1      | 1957 |
| Al Mansoura Chaâbia de Hammam Lif | 1      | 1963 |
| Association sportive d'Hammamet   | 1      | 2012 |
| Total                             | 69     | 1956-2025 |

## Meilleurs buteurs en finales
- Samir Abbassi (Espérance sportive de Tunis) : 14 buts en 1985
- Adnen Belhareth (El Makarem de Mahdia) : 12 buts en 1988
- Oualid Ben Amor (Club africain) : 12 buts en 1997
- Sobhi Saïed (Étoile sportive du Sahel) : 11 buts en 2009
- Marouan Chouiref (Club africain) : 10 buts en 2011
- Maher Daly (Club africain) : 10 buts en 2003
- Zouhair Amara (Club africain) : 10 buts en 1988
- Hamadi Jemaïel (Étoile sportive du Sahel) : 10 buts en 1986